# Championnat d'Amérique du Sud de rugby à XV 2016
Navigation
Championnat 2015 Championnat 2017
Le Championnat d'Amérique du Sud de rugby à XV 2016 est une compétition de rugby à XV organisée par Sudamérica Rugby. La 38e édition se déroule du 23 avril au 2016.

## Équipes participantes
| Division A - Brésil - Chili - Uruguay - Paraguay | Division B - Colombie - Équateur - Pérou - Venezuela | Division C - Costa Rica - Guatemala - Salvador - Panama |

## Division A

### Format
Le Brésil, le Chili, le Paraguay et l'Uruguay disputent des matchs sous la forme d'un tournoi. L'Uruguay et le Brésil se qualifient pour la Sudamérica Rugby Cup 2017.

### Classement
| Rang | Nation   | J | V | N | D | Pm  | Pe  | Diff | Pts |
| ---- | -------- | - | - | - | - | --- | --- | ---- | --- |
| 1    | Uruguay  | 3 | 3 | 0 | 0 | 135 | 43  | +92  | 9   |
| 2    | Chili    | 3 | 1 | 1 | 1 | 102 | 66  | +36  | 4   |
| 3    | Brésil   | 3 | 1 | 1 | 1 | 66  | 77  | -11  | 4   |
| 4    | Paraguay | 3 | 0 | 0 | 3 | 43  | 160 | -117 | 0   |

|  | Qualifiés pour la Sudamérica Rugby Cup 2017 (no 1, no 2). |
|  | Barrage contre le vainqueur de la Consur B (no 4).        |

### Résultats
| 23 avril 2016 | Brésil | 14 - 36 | Uruguay | São José dos Campos |
| 23 avril 2016 |        |         |         | São José dos Campos |
| 23 avril 2016 |        |         |         | São José dos Campos |

| 23 avril 2016 | Chili | 68 – 7 | Paraguay | Santiago |
| 23 avril 2016 |       |        |          | Santiago |
| 23 avril 2016 |       |        |          | Santiago |

| 30 avril 2016 | Brésil | 20 - 20 | Chili | Pacaembu |
| 30 avril 2016 |        |         |       | Pacaembu |
| 30 avril 2016 |        |         |       | Pacaembu |

| 30 avril 2016 | Paraguay | 15 – 60 | Uruguay | Asuncion |
| 30 avril 2016 |          |         |         | Asuncion |
| 30 avril 2016 |          |         |         | Asuncion |

| 7 mai 2016 | Uruguay | 39 – 14 | Chili | Montevideo |
| 7 mai 2016 |         |         |       | Montevideo |
| 7 mai 2016 |         |         |       | Montevideo |

| 7 mai 2016 | Paraguay | 21 – 32 | Brésil | Asuncion |
| 7 mai 2016 |          |         |        | Asuncion |
| 7 mai 2016 |          |         |        | Asuncion |

### Barrage
| 19 novembre 2016 | Paraguay | 39 - 27 | Colombie | Asuncion |
| 19 novembre 2016 |          |         |          | Asuncion |
| 19 novembre 2016 |          |         |          | Asuncion |

## Sudamérica Rugby Cup

### Classement
| Rang | Nation    | J | V | N | D | Pm  | Pe  | Diff | Pts |
| ---- | --------- | - | - | - | - | --- | --- | ---- | --- |
| 1    | Argentine | 2 | 2 | 0 | 0 | 105 | 20  | +85  | 6   |
| 2    | Uruguay   | 2 | 1 | 0 | 1 | 47  | 32  | +15  | 3   |
| 3    | Chili     | 2 | 0 | 0 | 2 | 26  | 126 | -100 | 0   |

|  | Vainqueur (no 1). |

### Résultats
| 28 mai 2016 | Uruguay | 8 - 18 | Argentine | Colonia del Sacramento |
| 28 mai 2016 |         |        |           | Colonia del Sacramento |
| 28 mai 2016 |         |        |           | Colonia del Sacramento |

| 4 juin 2016 | Chili | 12 - 87 | Argentine | Santiago |
| 4 juin 2016 |       |         |           | Santiago |
| 4 juin 2016 |       |         |           | Santiago |

## Division B

### Format
La Colombie, l'Équateur, le Pérou et le Venezuela disputent le tournoi du 2 au 8 octobre 2016. Le premier est déclaré vainqueur.

### Classement
| Rang | Nation    | J | V | N | D | Pm  | Pe  | Diff | Pts |
| ---- | --------- | - | - | - | - | --- | --- | ---- | --- |
| 1    | Colombie  | 3 | 3 | 0 | 0 | 149 | 29  | +120 | 6   |
| 2    | Venezuela | 3 | 2 | 0 | 1 | 95  | 51  | +44  | 4   |
| 3    | Pérou     | 3 | 1 | 0 | 2 | 87  | 79  | +8   | 2   |
| 4    | Équateur  | 3 | 0 | 0 | 3 | 20  | 192 | -172 | 0   |

|  | Vainqueur (no 1). |

### Résultats
| 2 octobre 2016 | Colombie | 75 – 5 | Équateur | Lima |
| 2 octobre 2016 |          |        |          | Lima |
| 2 octobre 2016 |          |        |          | Lima |

| 2 octobre 2016 | Pérou | 8 – 33 | Venezuela | Lima |
| 2 octobre 2016 |       |        |           | Lima |
| 2 octobre 2016 |       |        |           | Lima |

| 5 octobre 2016 | Pérou | 14 – 41 | Colombie | Lima |
| 5 octobre 2016 |       |         |          | Lima |
| 5 octobre 2016 |       |         |          | Lima |

| 5 octobre 2016 | Équateur | 10 – 52 | Venezuela | Lima |
| 5 octobre 2016 |          |         |           | Lima |
| 5 octobre 2016 |          |         |           | Lima |

| 8 octobre 2016 | Colombie | 33 - 10 | Venezuela | Lima |
| 8 octobre 2016 |          |         |           | Lima |
| 8 octobre 2016 |          |         |           | Lima |

| 8 octobre 2016 | Équateur | 5 – 65 | Pérou | Lima |
| 8 octobre 2016 |          |        |       | Lima |
| 8 octobre 2016 |          |        |       | Lima |

### Barrage contre le Mexique
Afin de permettre aux équipes de Rugby Americas North (sauf les E.U. et le Canada qui ont leur propre voie de qualification) un chemin à la Coupe du monde, le vainqueur de son championnat (c'est le Mexique) a joué un barrage contre le premier du championnat B sud-américain le 29 octobre 2016. La Colombie ayant gagné ce championnat, la rencontre avait lieu à Medellin.
| 29 octobre 2016 15:00 | Colombie | 29 - 11 (14 - 8) | Mexique | Medellin |
| 29 octobre 2016 15:00 |          |                  |         | Medellin |
| 29 octobre 2016 15:00 |          |                  |         | Medellin |

## Division C

### Format
Le Panama, le Costa Rica, le Salvador et le Guatemala disputent le tournoi 4 au 10 décembre 2016. Le premier est déclaré vainqueur.

### Classement
| Rang | Nation     | J | V | N | D | Pm  | Pe  | Diff | Pts |
| ---- | ---------- | - | - | - | - | --- | --- | ---- | --- |
| 1    | Guatemala  | 3 | 3 | 0 | 0 | 149 | 16  | +133 | 9   |
| 2    | Costa Rica | 3 | 2 | 0 | 1 | 110 | 56  | +54  | 6   |
| 3    | Panama     | 3 | 1 | 0 | 2 | 49  | 132 | -83  | 3   |
| 4    | Salvador   | 3 | 0 | 0 | 3 | 41  | 145 | -104 | 0   |

|  | Vainqueur (no 1). |

### Résultats
| 4 décembre 2016 | Panama | 0 - 72 | Guatemala |  |
| 4 décembre 2016 |        |        |           |  |
| 4 décembre 2016 |        |        |           |  |

| 4 décembre 2016 | Salvador | 22 - 53 | Costa Rica |  |
| 4 décembre 2016 |          |         |            |  |
| 4 décembre 2016 |          |         |            |  |

| 7 décembre 2016 | Salvador | 0 – 53 | Guatemala |  |
| 7 décembre 2016 |          |        |           |  |
| 7 décembre 2016 |          |        |           |  |

| 7 décembre 2016 | Costa Rica | 41 - 10 | Panama |  |
| 7 décembre 2016 |            |         |        |  |
| 7 décembre 2016 |            |         |        |  |

| 10 décembre 2016 | Salvador | 19 - 39 | Panama |  |
| 10 décembre 2016 |          |         |        |  |
| 10 décembre 2016 |          |         |        |  |

| 10 décembre 2016 | Costa Rica | 16 – 24 | Guatemala |  |
| 10 décembre 2016 |            |         |           |  |
| 10 décembre 2016 |            |         |           |  |